# José Gregorio Argomedo
José Gregorio Argomedo Montero del Águila (San Fernando, Chile, 4 de septiembre de 1767-Santiago, Chile, 5 de octubre de 1830) fue un abogado y político chileno, ministro de la Corte Suprema de Justicia de Chile.

## Biografía
Nació en San Fernando, corregimiento de Colchagua. Hijo de Tomás Argomedo Reyes y de Isabel Montero Valenzuela. Graduado de abogado en la Universidad de San Felipe el 15 de septiembre de 1806, y posteriormente llegó a ser rector de esta casa de estudios. Se casó con María Cruz González Zúñiga, viuda de Merlo. 

## Vida política
Figuró en el Cabildo abierto del 18 de septiembre de 1810. Fue el alma de ese acto inicial de la revolución emancipadora chilena. Al ser elegido presidente de la Primera Junta Nacional de Gobierno Mateo de Toro y Zambrano, lo nombró secretario de Gobierno el 18 de diciembre de 1810. Ocupó igual cargo en el Tribunal Superior de Gobierno (10 de mayo de 1811), en la Junta Superior de Gobierno (17 de mayo de 1811), y fue secretario del Tribunal Ejecutivo (4 de septiembre de 1811). A causa del desastre de Rancagua tuvo que refugiarse en la provincia de Cuyo, ciudad de Mendoza. 
Regresó después de la batalla de Chacabuco (1817). El Gobierno de Bernardo O'Higgins lo nombró oficial de la Legión del Mérito, y ministro de la Corte de Apelaciones. Ramón Freire lo nombró consejero de Estado y vicepresidente del Congreso el 12 de agosto de 1823.
Fue elegido diputado por Colchagua en 1823. Desde 1823 a 1825, fue presidente de la Suprema Corte de Justicia. Presidente del Congreso el 22 de noviembre de 1824 y rector de la Universidad de San Felipe. En 1829 fue intendente de la provincia de Colchagua.
En su ciudad natal de San Fernando existe un colegio nombrado en su honor.